# Trębacz zmienny
Trębacz zmienny (Micrastur semitorquatus) – gatunek dużego ptaka z rodziny sokołowatych (Falconidae). Zamieszkuje Amerykę Południową i Centralną oraz Meksyk. Nie jest zagrożony wyginięciem.

## Taksonomia
Louis Pierre Vieillot po raz pierwszy opisał naukowo ten takson w 1817 roku, nadając mu nazwę Sparvius semi torquatus. Obecnie gatunek ten umieszczany jest w rodzaju Micrastur. Wyróżnia się dwa podgatunki: M. s. semitorquatus i M. s. naso; czasem też za podgatunek uznawano trębacza obrożnego (M. buckleyi).

## Występowanie
Trębacz zmienny zamieszkuje Amerykę Południową i Centralną oraz Meksyk. W zależności od podgatunku zasiedla:
- M. s. naso – północno-środkowy Meksyk (Sinaloa do Tamaulipas) przez Amerykę Centralną do północnej i zachodniej Kolumbii, Ekwadoru i skrajnie północno-zachodniego Peru
- M. s. semitorquatus – wschodnia Kolumbia na wschód do regionu Gujana, na południe przez wschodnie Peru, północną i wschodnią Boliwię oraz Brazylię po  Paragwaj i północną Argentynę

Zasiedla on lasy tropikalne i ich skraje (łąki). Podgatunek M. s. naso W Meksyku widywany jest także w górskich lasach sosnowo-dębowych.

## Morfologia

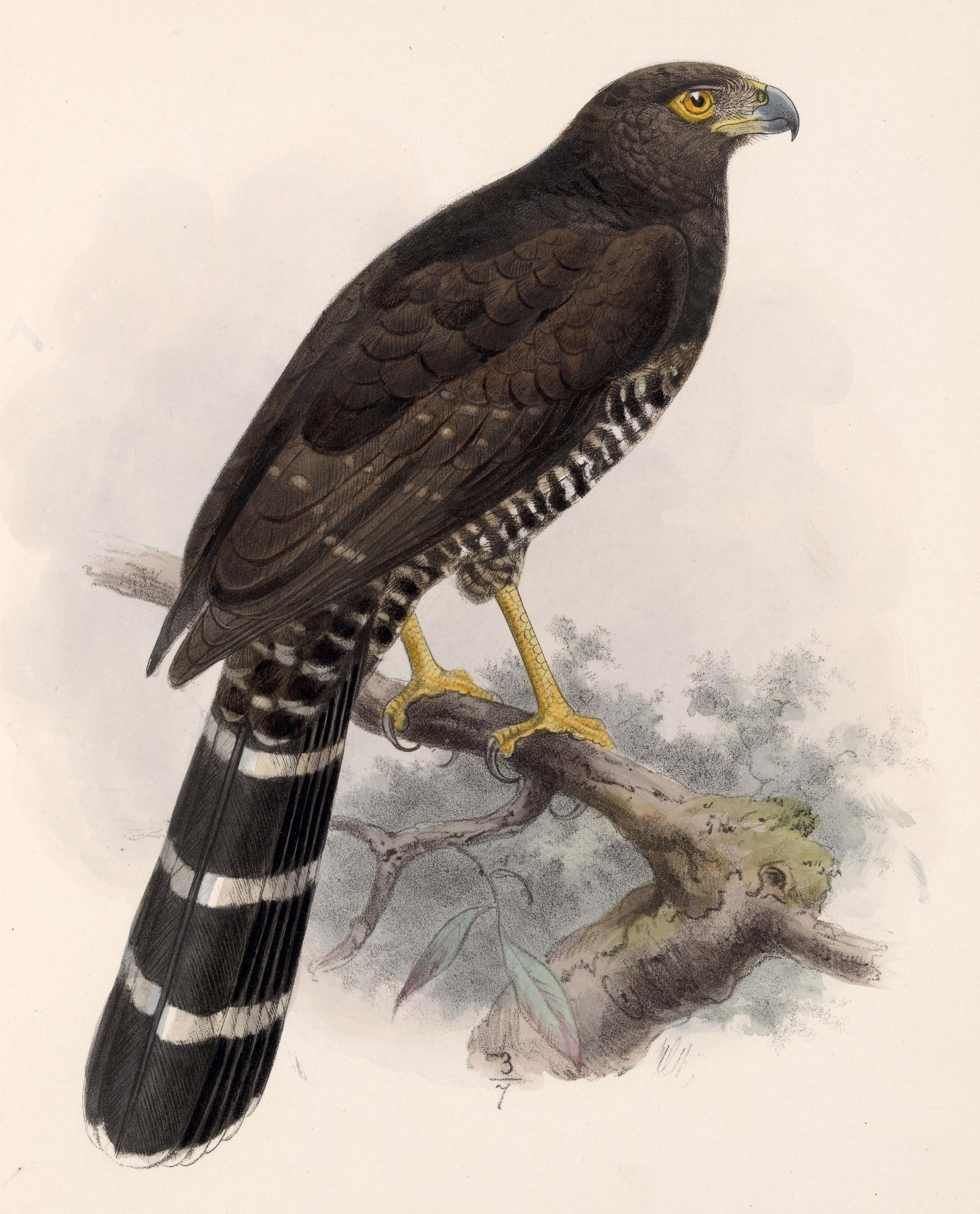
Odmiana ciemna na rycinie z 1902 roku

Ptak szczupły i wielki. Długość ciała do 56 cm, samice większe od swych partnerów. Istnieją trzy formy barwne tego ptaka, a typowe to m.in.:
- odmiana klasyczna – ogon zaokrąglony z białymi pasami[7]. Na policzkach niepełne brązowe pasy[6]. Długie żółte nogi[7]. Biały jest spód ciała i obroża na gardle[7][6]. Skrzydła (lotki i tarcze) oraz dalsza część ogona ciemna[6]. Dziób szary z żółtym[6].
- odmiana ciemna (rzadsza[7]) – głowa i ciało czarne, wraz z ogonem (ogon z białymi paskami), a po bokach gęste biało-czarne prążkowanie[7][6]. W przypadku dzioba i nóg ubarwienie takie same, co u odmiany klasycznej[6].

Ptaki młodociane nieznacznie różnią się od odmiany klasycznej, mają pręgę na spodzie ciała.

## Ekologia i zachowanie
Gatunek drapieżny; poluje na inne (także większe) ptaki jak indyki pawie, penelopy, a także na inne ptaki drapieżne np. puszczyki pstre. Jest częściej słyszany niż widywany. Jego odgłosy rozpraszają stado ofiar, które łatwiej złapać.

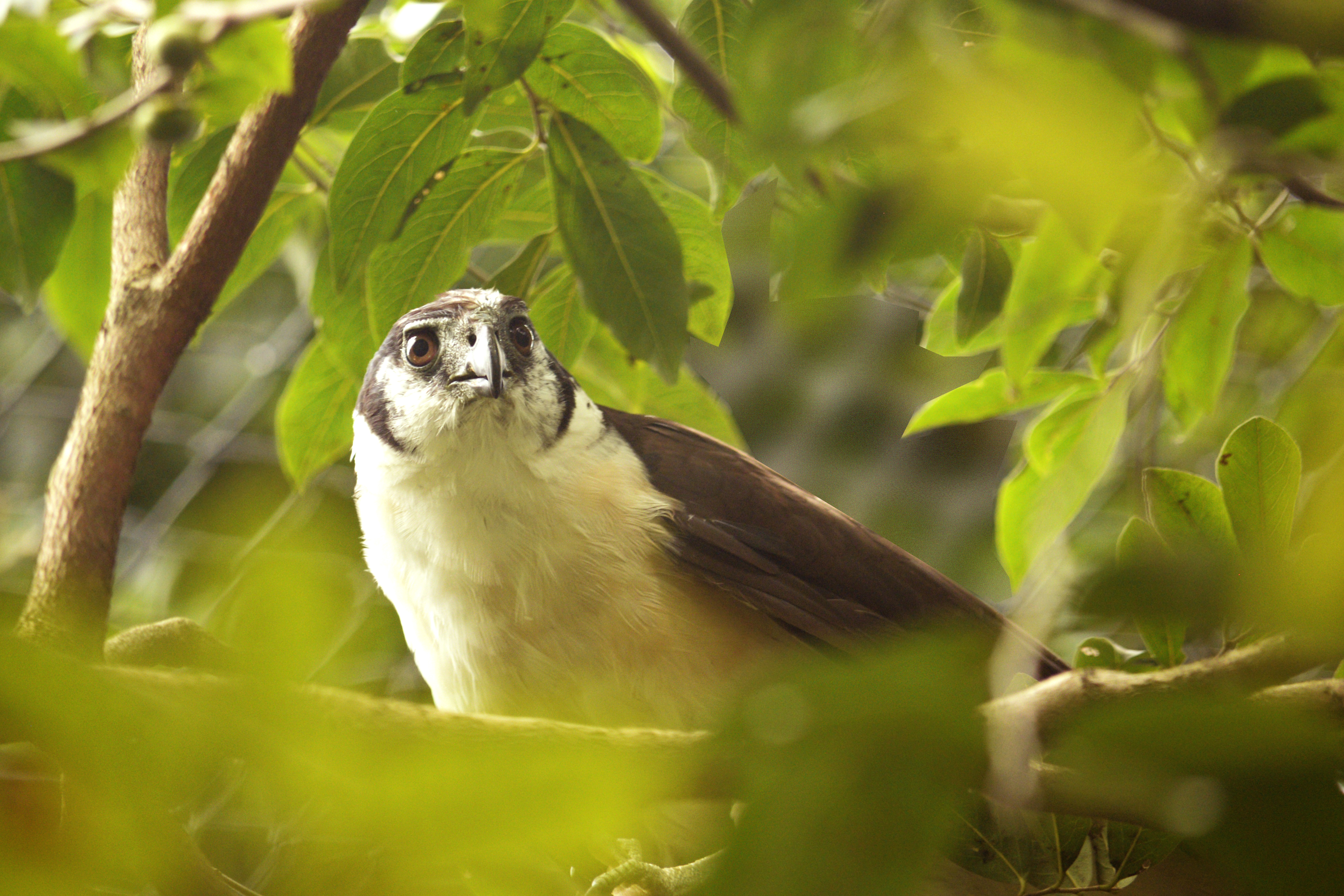
Odmiana klasyczna

Monogamiczne pary zajmują co roku to samo gniazdo (zwykle jest to dziupla lub opuszczone gniazdo innych ptaków). Samica składa 2 żółtobrązowe jaja z brunatnym plamkowaniem i następnie wysiaduje je przez ponad 6 tygodni. Para po wykluciu piskląt opiekuje się nimi przez kolejne 6 tygodni. Młode stają się samodzielne po kolejnych 6 tygodniach.

## Status
Międzynarodowa Unia Ochrony Przyrody (IUCN) uznaje trębacza zmiennego za gatunek najmniejszej troski nieprzerwanie od 1988 roku. Liczebność populacji, według szacunków organizacji Partners in Flight z 2019 roku, mieści się w przedziale 0,5–5 milionów dorosłych osobników, a jej trend jest spadkowy. Jako zagrożenie dla gatunku podaje się utratę siedlisk leśnych.